# أمبروزية متعددة السنابل
أمبروزية متعددة السنابل (الاسم العلمي: Ambrosia polystachya) هي نوع من النباتات تتبع جنس الأمبروزية من الفصيلة النجمية.